# 1334 км (зупинний пункт)
1334 км — пасажирський залізничний зупинний пункт Запорізької дирекції Придніпровської залізниці на електрифікованій лінії Федорівка — Джанкой між зупинними пунктами Платформа 1328 км (5 км) та Чонгар (2,2 км). Розташований в селі Чонгар Генічеського району Херсонської області. На схід від зупинного пункту пролягає автошлях міжнародного значення М18E105 (Харків — Сімферополь).

## Пасажирське сполучення
До повномасштабного російського вторгнення в Україну (з 2022) на Платформі 1334 км  зупинялися приміські електропоїзди сполученням Запоріжжя — Новоолексіївка — Сиваш.

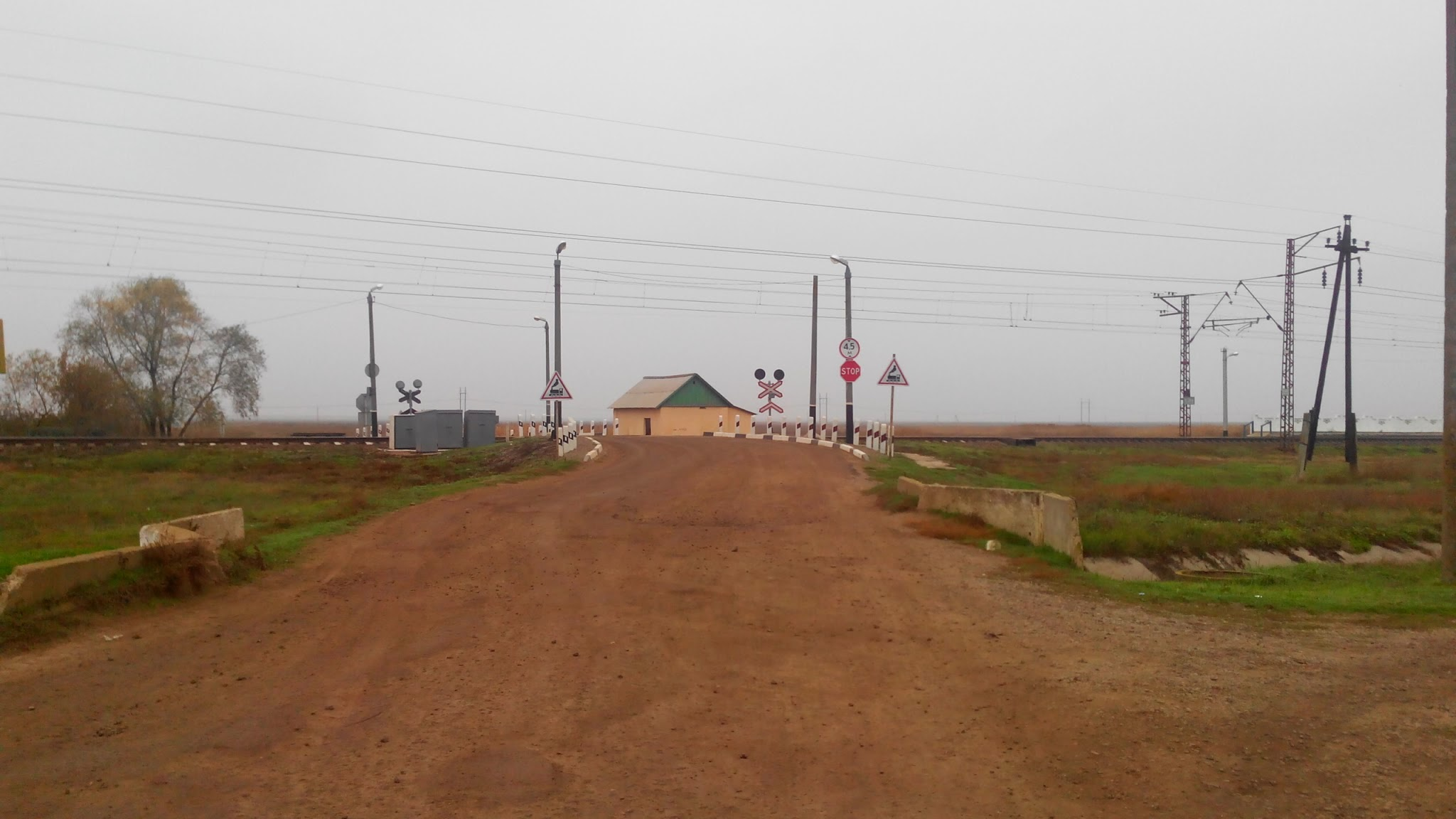
Залізничний переїзд біля зупинного пункту